# Jan Klein
Johannes Albertus Marchinus (Jan) Klein (Terborg, 30 september 1944 – Delfzijl, 18 februari 2000) was een Nederlands auteur.
Hij debuteerde in 1984 met de roman Nazomerreis van een motorrijder. De roman speelt zich af in Duitsland en is inhoudelijk gezien gebaseerd op de Amerikaanse roman Zen en de Kunst van het Motoronderhoud van Robert M. Pirsig. Omdat de recensies op zijn roman hoofdzakelijk negatief tot zeer negatief waren, heeft Klein zijn tweede roman (met de werktitel: Nachtmerries) niet afgemaakt en deze is dus nooit verschenen.
Klein was leraar Duits op een school voor voortgezet onderwijs in Groningen, vervolgens in Delfzijl. Hij is vroegtijdig overleden aan een beroerte.

## Werk
- Nazomerreis van een motorrijder. De Bezige Bij, Amsterdam, 1984. ISBN 9023408799

## Boekbesprekingen
- NRC Handelsblad, 23-11-1984 (René Appel)
- de Volkskrant, 07-12-1984 (Aad Nuis)
- Trouw, 10-01-1985 (Rob Schouten)
- Vrij Nederland, 05-01-1985 (Peter de Boer)